# Nigel Thomas
Nigel Thomas, né le 1er février 2001 à Rotterdam aux Pays-Bas, est un footballeur néerlandais qui évolue au poste de ailier gauche au Viborg FF.

## Biographie

### En club
Né à Rotterdam aux Pays-Bas, Nigel Thomas passe par le centre de formation de l'un des clubs de sa ville natale, le Sparta Rotterdam, avant de poursuivre sa formation au PSV Eindhoven à partir de 2016. Le 23 février 2017 Thomas signe son premier contrat professionnel avec le PSV, alors qu'il n'est âgé que de 16 ans.
En 2019, Nigel Thomas prolonge son contrat avec le PSV jusqu'en 2022.
Laissé libre par le PSV Eindhoven à la fin de son contrat en juin 2022, Nigel Thomas quitte le club et s'engage le 7 juillet 2022 au FC Paços de Ferreira.
Le 2 août 2023, Nigel Thomas rejoint le Danemark afin de s'engager en faveur du Viborg FF. Il signe un contrat de trois ans, soit jusqu'en juin 2026,,.
Thomas se fait remarquer dès son premier match pour Viborg en marquant un but, le 7 août 2023 contre l'Odense BK, en championnat. Entré en jeu en seconde période, il marque le but vainqueur de son équipe (1-2 score final).

### En sélection
Nigel Thomas est sélectionné avec l'équipe des Pays-Bas des moins de 17 ans pour participer au championnat d'Europe des moins de 17 ans en 2018. Lors de cette compétition, il joue deux matchs. Les Pays-Bas remportent le tournoi en battant l'Italie en finale après une séance de tirs au but.

## Palmarès

### En sélection
- Vainqueur du championnat d'Europe des moins de 17 ans en 2018 avec l'équipe des Pays-Bas des moins de 17 ans